# Горрри!
 Горрри!  — перша студійна робота гурту Перкалаба, яка з'явилася у 2005 році.
В Росії платівка вийшла на лейблі BAd TaStE, та мала оригінальне оформлення і назву "Свято грибів і форелів".

## Композиції
1. 220 [01:13]
2. Бугай [02:37]
3. Гулєй [02:19]
4. Свято грибів і форелів [01:51]
5. Любові поклик ау-уа (feat Ірена Карпа) [06:47]
6. Горрри! [03:25]
7. Льотчик (in memoria Толік Гармаш) [05:03]
8. Каб'юк і Ахтемішин [04:54]
9. Bormenzal [04:16]
10. Теща  [03:58]
11. Зозулица [02:57]
12. Парагвай [03:48]
13. Голяк [02:18]

## Бонус
На диску є два відеокліпи: "Парагвай" (Реж. Генадій Черномашинцев, 2003) та "Горрри!" (Реж. Олег Артим, 2004)